# آسمانخراش سنجاقک
آسمانخراش سنجاقک (Dragonfly Skyscraper) طرحی است برای اجرا در شرق جزیره روزولت در ایالت نیویورک. این آسمانخراش به حالت یک ارگانیسم زنده طراحی شده است.

## طراح برج
طراح این برج، شرکت بلژیکی Vincent Callebaut Architecture می‌باشد.

## مشخصات مجموعه
این آسمانخراش دارای ۱۳۲ طبقه و ۶۰۰ متر ارتفاع است که برای تولید ۲۸ زمین زراعی مختلف شامل میوه، سبزیجات، حبوبات، گوشت، لبنیات و تخم مرغ تطبیق داده شده است.

## هدف طراحی
هدف از طراحی این برج خدمت معماری به کشاورزی جدید می‌باشد که با توجه به نیاز جامعه به استقلال غذایی و  توجه به افزایش جمعیت و کاهش زمین قابل کشت در آینده مطرح می‌شود. به نوعی این آسمانخراش ترکیبی از صنعت کشاورزی مسکونی و اداری می‌باشد در این حالت فضای کشاورزی به صورت عمودی در طبقه‌های مختلف مورد استفاده افراد قرار می‌گیرد. این مدل  کشاورزی با توجه به استفاده مجدد از زباله‌های زیست تجزیه‌پذیر و حفاظت از انرژی و منابع تجدید شدنی برای طراحی یک اکوسیستم مفید می‌باشد و قابل استفاده می‌باشد.

## بیونیک در آسمانخراش
معماری بیونیک در  این برج سازماندهی عملکردی را نمایش می‌دهد که این سازماندهی به صورت دو برج کشیده تقارن یافته که در اطراف یک گلخانه‌ای اقلیمی قرار گرفته است سازماندهی شده است و بین دو بال شفاف سنجاقک گسترش یافته این بال‌های پر نور از جنس فلز و شیشه است.
معماری پایدار مجموعه
فرم طراحی شده که از دو بال سنجاقک الگو گرفته شده است با توجه به استفاده از انرژی خورشید و باد طراحی شده به گونه‌ای که بیشترین استفاده از انرژی خورشید را امکان‌پذیر می‌نماید.
مجموعه دارای سیستم گرمایش و سرمایش انفعالی است همچون با توجه به شفاف و شیشه‌ای بودن بال‌ها نیازها گیاهان را به نور برطرف می‌سازد. به طوری که این بال‌ها گلخانه را احاطه می‌کنند و با کلکتورهای خورشیدی که برق تولید می‌کنند پوشیده می‌شوند.
در این مجموعه  علاوه بر سلول‌های فتوولتائیک برای تولید برق از دیگرانرژی‌های تجدیدپذیر مانندانرژی خورشیدیبرای گرمایش و انرژی باد و توربین‌های آبی استفاده می‌شود. حتی در مجموعه از زباله‌های بازیافتی نیز مورد مصرف قرار می‌گیرد.